# Thilo Leugers
Thilo Leugers (Lingen, 9 gennaio 1991) è un ex calciatore tedesco, di ruolo centrocampista.

## Carriera
Fa il suo esordio in prima squadra con il Twente nella stagione 2010-2011, nella quale gioca 8 partite in Eredivisie, 2 partite in Coppa d'Olanda, 2 in Champions League ed una in Europa League; viene riconfermato in rosa anche per la stagione successiva, nella quale scende in campo 3 volte in campionato, 2 volte in Coppa d'Olanda, una volta nei preliminari di Champions League ed una volta in Europa League.
Nella stagione 2012-2013 è passato in prestito al NAC Breda, con la cui maglia ha giocato 14 partite in Eredivisie ed una partita in Coppa d'Olanda. A fine stagione, scaduti i termini del prestito, fa ritorno al Twente. Trascorre la stagione 2013-2014 nella squadra riserve, con cui gioca 9 partite senza mai segnare nella seconda serie olandese; a fine campionato rimane svincolato.

## Palmarès

### Club

#### Competizioni nazionali
- Coppa dei Paesi Bassi: 1

Twente: 2010-2011
- Supercoppa dei Paesi Bassi: 2

Twente: 2010, 2011
- Fußball-Regionalliga: 1

Meppen: 2016-2017 (Regionalliga Nord)